# Timè
Timè (in greco antico: τιμή?, timè) è una parola greca che sta ad indicare la pubblica stima di una persona (l'onore). L'onore nel mondo classico greco si riceve in base al proprio valore (ἀρετή aretè, letteralmente "virtù"); un cittadino senza timè è inferiore a un plebeo, perché  l'onore indica "il nome, la filiazione, l'origine, la condizione" nella società (Elio Di Stefano). È un concetto fondamentale nell'Iliade di Omero, dove l'eroe ha come principi importanti l'onore e la gloria (kleos).

## Descrizione
Il concetto di timè, come espressione dell'onore greco e del senso dell'onore dell'eroe omerico, viene esplicitato da Platone nella "Apologia di Socrate" (XVI) quando fa pronunciare a Socrate, nel dialogo con il suo accusatore Melèto, durante il processo che lo vede imputato, la frase "Se a questo punto qualcuno mi dicesse: -Ma non ti vergogni, o Socrate, d'esserti dato una occupazione tale per la quale ora ti sei messo a rischio di morire?- io così risponderei a buon diritto: -Hai torto amico, se stimi che un uomo di qualche valore debba tenere in conto la vita e la morte. Egli nelle sue azioni deve unicamente considerare se ciò che fa sia giusto o ingiusto e se si comporta da uomo onesto o da malvagio. Secondo il tuo ragionamento sarebbero da stimare poco quei semidei e tutti gli altri che sono morti davanti a Troia, e in particolare il figlio di Tetide, il quale preferì affrontare la morte piuttosto che il disonore". Da timè viene anche il nome Eutimio (vedi Aghios Efthimios Άγιος Ευθύμιος) ossia colui che ha in alta considerazione il senso dell'onore.